# Rock Story
Rock Story est une telenovela brésilienne diffusée du 9 novembre 2016 au 5 juin 2017 sur Rede Globo.

## Synopsis
Gui Santiago (Vladimir Brichta) est un chanteur de rock qui a connu un grand succès dans les années 1990 et qui tente de redevenir célèbre. Amoureux de Diana (Alinne Moraes), il vit avec elle une relation tumultueuse et ils ont une fille ensemble, Chiara (Lara Cariello). Gordo (Herson Capri), le père de Diana et le propriétaire d’un label de musique, a été l’un des artisans de Gui. L’attaque de Leo Régis (Rafael Vitti), fait presque tout perdre à Gui car il accuse l’idole adolescent de plagiat sur la chanson de son rêve qu’il devait utiliser pour son retour sur la scène musicale.
La situation se complique lorsque Leo devient amoureux de Diana et que Gui découvre qu’il est le père de Zac (Nicolas Prattes), le fils qu’il a eu avec un fan. Il y a aussi Lazaro (João Vicente de Castro), ami d’enfance de Gui et directeur de Gui et de Leo. Lazaro est amoureux de Diana depuis son plus jeune âge, il jalouse donc Gui. Au milieu de plusieurs conflits, Gui rencontre la professeure de ballet Julia (Nathália Dill). Julia est devenue une fugitive après avoir été utilisée par son petit ami Alex (Caio Paduan) pour faire passer de la drogue en contrebande aux États-Unis. Julia fait confiance au Gui. Ceci le mène plus tard dans la confusion à propos de ce qu'il ressent pour sa femme et la jeune fille récemment rencontrée. La nouvelle relation et l'émergence du petit groupe formé par Zac, Nicholas (Danilo Mosque), Tom (João Vítor Silva) et JF (Maicon Rodrigues), visant à renverser son rival, amorcent une transformation de la vie de Gui.

## Distribution
| Acteur/Actrice         | Personnage                                    |
| ---------------------- | --------------------------------------------- |
| Vladimir Brichta       | Guilherme Santiago (Gui)                      |
| Nathalia Dill          | Júlia Monteiro                                |
| Nathalia Dill          | Lorena Monteiro                               |
| Alinne Moraes          | Diana Machado                                 |
| Rafael Vitti           | Leonardo Régis da Conceição (Léo Régis / Léo) |
| João Vicente de Castro | Lázaro Vasconcelos                            |
| Caio Paduan            | Alexandre Palhares (Alex) / Evandro Norris    |
| Nicolas Prattes        | Zacarias Silveira Santiago (Zac)              |
| Marina Moschen         | Yasmin Aparecida da Conceição                 |
| João Vítor Silva       | Antônio Carlos do Rosário (Tom)               |
| Ana Beatriz Nogueira   | Ednéia da Conceição (Néia)                    |
| Herson Capri           | Salomão Machado (Gordo)                       |
| Júlia Rabello          | Marisa Palhares                               |
| Paulo Betti            | Haroldo Sabóia                                |
| Suzy Rêgo              | Gilda Sabóia                                  |
| Viviane Araujo (pt)    | Edith do Rosário                              |
| Thelmo Fernandes       | Nelson do Rosário                             |
| Helga Nemeczyk         | Glenda Gonzales                               |
| Danilo Mesquita        | Nicolau Sabóia                                |
| Joana Borges           | Luana                                         |
| Maicon Rodrigues       | João Fulgêncio da Costa (JF)                  |
| Lorena Comparato       | Vanessa do Rosário                            |
| Mariana Vaz            | Bianca Barroso                                |
| Paulo Verlings         | Romildo                                       |
| Leandro Daniel         | William José                                  |
| Leandro Daniel         | Tia Lurdes                                    |
| Alexandra Richter      | Eva Barroso                                   |
| Antônia Morais         | Manuela (Manu)                                |
| Enzo Romani            | Jaílson dos Santos                            |
| Lara Cariello          | Chiara Machado Santiago                       |
| Gabriel Louchard       | Ramón Cavalcante                              |
| Lais Pinho             | Amanda Gonzales do Rosário                    |
| Rocco Pitanga          | Dr Daniel                                     |
| Fabi Bang              | Nina                                          |
| Guilherme Logulo       | Agemiro (Miro)                                |
| Kizi Vaz               | Maria Fernanda (Nanda)                        |
| Cristina Mullins       | Zuleica (Zu)                                  |
| Thiago Justino         | Luiz da Costa (Luizão)                        |
| Lara Lazzaretti        | Sylvia (Syl)                                  |
| Marjorie Gerardi       | Tainá                                         |
| Júlia Marini           | Astrid                                        |
| Max Lima               | Paçoca                                        |
| Ravel Andrade          | Eduardo (Du)                                  |
| Rodrigo dos Santos     | Dr Roberto                                    |

### Participations spéciales
| Acteur/Actrice       | Personnage                                      |
| -------------------- | ----------------------------------------------- |
| Luan Santana         | Mutante                                         |
| Ana Cecília Costa    | Mariane Silveira                                |
| Evandro Mesquita     | Almir Régis                                     |
| Laila Garin          | Ana Laura Blanco (Laila)                        |
| Camila Queiroz       | Luiza Guimarães (de telenovela Pega Pega)       |
| Milton Nascimento    | ele mesmo                                       |
| Thiago Rodrigues     | Tiago Lopes                                     |
| Giovana Cordeiro     | Stefany                                         |
| Daniel Erthal        | Chris                                           |
| Fernando Vieira      | Artur (producteur de Vittoria et The Hyde Park) |
| Lu Grimaldi          | Gloria Braga                                    |
| Louise D'Tuani       | Beatriz                                         |
| Júlia Konrad         | Samira                                          |
| Lilian Valeska       | Dionésia                                        |
| Nicola Lama          | Ricardo                                         |
| Simon Petracchi      | Salvatore                                       |
| Augusto Zacchi       | Ivan                                            |
| Tamara Taxman        | Vanda                                           |
| Carol Garcia         | Tina                                            |
| Tainá Medina         | Joana                                           |
| Luan Vieira          | Caio                                            |
| Lázaro Ramos         | Mister Brau                                     |
| Taís Araújo          | Michele Brau                                    |
| Cláudia Alencar      | Tetê Lima                                       |
| Bruno Bôer           | Jaiminho                                        |
| Pedroca Monteiro     | Marciano Filho                                  |
| Caike Luna           | Cassiano Júnior                                 |
| Marcello Antony      | Jorginho                                        |
| Danilo Sacramento    | Miguel                                          |
| Oscar Calixto        | Carlos Barbosa                                  |
| Luciano Vidigal      | Betão                                           |
| Avellar Love         | Augusto                                         |
| João Vithor Oliveira | Rafael (Rafa)<                                  |
| Eduardo Tornaghi     | Eric                                            |
| Alcione Mazzeo       | Delfina                                         |
| Aramis Trindade      | Chumbrega                                       |
| Renata Celidônio     | Inês                                            |
| Gustavo Ottoni       | Inspetor Mendes                                 |
| Caio Lucas Leão      | Wellington                                      |
| Thayla Luz           | Natália                                         |
| Christopher Heinrich | Frederico (Fred)                                |
| Alessandra Verney    | Dr Patrícia                                     |
| Antonio Macalão      | Alfredo Pandeiro                                |
| Diego Marques        | Carlinhos Cavaquinho                            |
| Selma Lopes          | Dona Sônia                                      |
| Garcia Jr.           | Neto (détective de police)                      |
| Rosana Viegas        | Socorro                                         |
| Rafaela Amado        | Celi                                            |
| Samir Murad          | Diretor do presídio                             |
| Iná de Carvalho      | Dona Gilsa                                      |
| Amanda Grimaldi      | Duda                                            |
| Camila Mayrink       | Tamires                                         |
| Lana Rhodes          | Paula                                           |
| Giselle Prattes      | Tereza                                          |
| Carlos Loffler       | Bóris                                           |
| Ana Paula Botelho    | Carcereira                                      |
| André Nunes          | Capeta (cameraman)                              |
| Tony Bellotto        | ele mesmo                                       |
| Ana Furtado          | ela mesma                                       |
| Luciano Huck         | ele mesmo                                       |
| Felipe Andreoli      | ele mesmo                                       |
| Lair Rennó           | ele mesmo                                       |
| Paulo Ricardo        | ele mesmo                                       |
| Lucas Lucco          | ele mesmo                                       |
| Tiago Iorc           | ele mesmo                                       |
| Sophia Abrahão       | ela mesma                                       |
| Paula Toller         | ela mesma                                       |
| Charles Myara        | Capitão Wellington                              |
| Paulo Giardini       | Alberto                                         |
| Breno Nina           | Ivo                                             |
| Thaíz Schmitt        | María Fernanda Vergara López                    |

## Diffusion
- Rede Globo (2016-2017)
- Globo Portugal

### Sources
- (pt) Cet article est partiellement ou en totalité issu de l’article de Wikipédia en portugais intitulé « Rock Story » (voir la liste des auteurs).